# Њери
Њери (енгл. Nyeri) је главни град Централне провинције у Кенији. Налази се у близини планине Кенија. Основне привредне делатности у граду Њери су пољопривреда и туризам. Становништво у граду Њери припада највећим делом етничкој групи Кикују.
Према попису из 1999. године у граду је живело 98.908 становника.